# Indywidualne Mistrzostwa Europy Juniorów na Żużlu 1977
Indywidualne Mistrzostwa Europy Juniorów na Żużlu 1977 – cykl turniejów żużlowych, mających wyłonić najlepszych żużlowców do lat 23 na świecie. Tytuł wywalczył Duńczyk Alf Busk. Oficjalnie zawody rozegrane zostały pod szyldem indywidualnych mistrzostw Europy juniorów.

## Finał
- 24 lipca 1977 r. (niedziela),  Vojens – Vojens Speedway Center

| Msc. | Zawodnik             | Kraj            | Pkt |         |  |
| ---- | -------------------- | --------------- | --- | ------- |  |
| 1    | Alf Busk             | Dania           | 9   | (3,3,3) |  |
| 2    | Joe Owen             | Wielka Brytania | 8   | (3,3,2) |  |
| 3    | Les Collins          | Wielka Brytania | 7   | (2,2,3) |  |
| 4    | Zytun Gafurow        | ZSRR            | 6   | (1,2,3) |  |
| 5    | Hans Nielsen         | Dania           | 6   | (2,1,3) |  |
| 6    | Peter Lempenhauer    | RFN             | 6   | (3,1,2) |  |
| 7    | Lars Ericsson        | Szwecja         | 6   | (3,2,1) |  |
| 8    | Mariusz Okoniewski   | Polska          | 4   | (0,3,1) |  |
| 9    | Lillebror Johansson  | Szwecja         | 4   | (0,2,2) |  |
| 10   | Andrzej Huszcza      | Polska          | 3   | (0,3,0) |  |
| 11   | Franz Kreimoser      | RFN             | 3   | (1,0,2) |  |
| 12   | Aleksander Szajławin | ZSRR            | 3   | (2,w,1) |  |
| 13   | Jiri Svoboda         | Czechosłowacja  | 3   | (2,1,0) |  |
| 14   | Rudi Muts            | Holandia        | 2   | (1,1,w) |  |
| 15   | Nikołaj Manew        | Bułgaria        | 2   | (1,0,1) |  |
| 16   | Paulo Noro           | Włochy          | ns  |         |  |

Uwaga! Zawody przerwano po 9 wyścigu z powodu opadów deszczu.